# Südlicher Riesenmausmaki
Der Südliche oder Große Riesenmausmaki (Mirza coquereli) ist eine Primatenart aus der Gruppe der Lemuren.
Der Artzusatz im wissenschaftlichen Namen ehrt den Arzt Charles Coquerel bei der französischen Flotte, der an Expeditionen nach Madagaskar teilnahm.

## Merkmale
Südliche Riesenmausmakis erreichen eine Kopfrumpflänge von 23 bis 27 Zentimetern, hinzu kommt ein rund 32 Zentimeter langer Schwanz. Ihr Gewicht beträgt 285 bis 335 Gramm, sie sind damit die größere der beiden Riesenmausmakiarten. Ihr Fell ist an der Oberseite graubraun gefärbt, die Unterseite ist hellgrau. Das Gesicht ist rundlich, die Augen sind relativ groß, ebenso die unbehaarten Ohren. Der lange Schwanz ist buschig und wird zur Spitze hin dunkler.

## Verbreitung und Lebensraum
Wie alle Lemuren sind Südliche Riesenmausmakis auf Madagaskar beheimatet, ihr Verbreitungsgebiet umfasst die trockenen Laub- und die Küstenwälder im Westen der Insel. Sie kommen bis in 700 Meter Seehöhe vor und sind häufig in der Nähe von Flüssen zu finden.

## Lebensweise und Ernährung

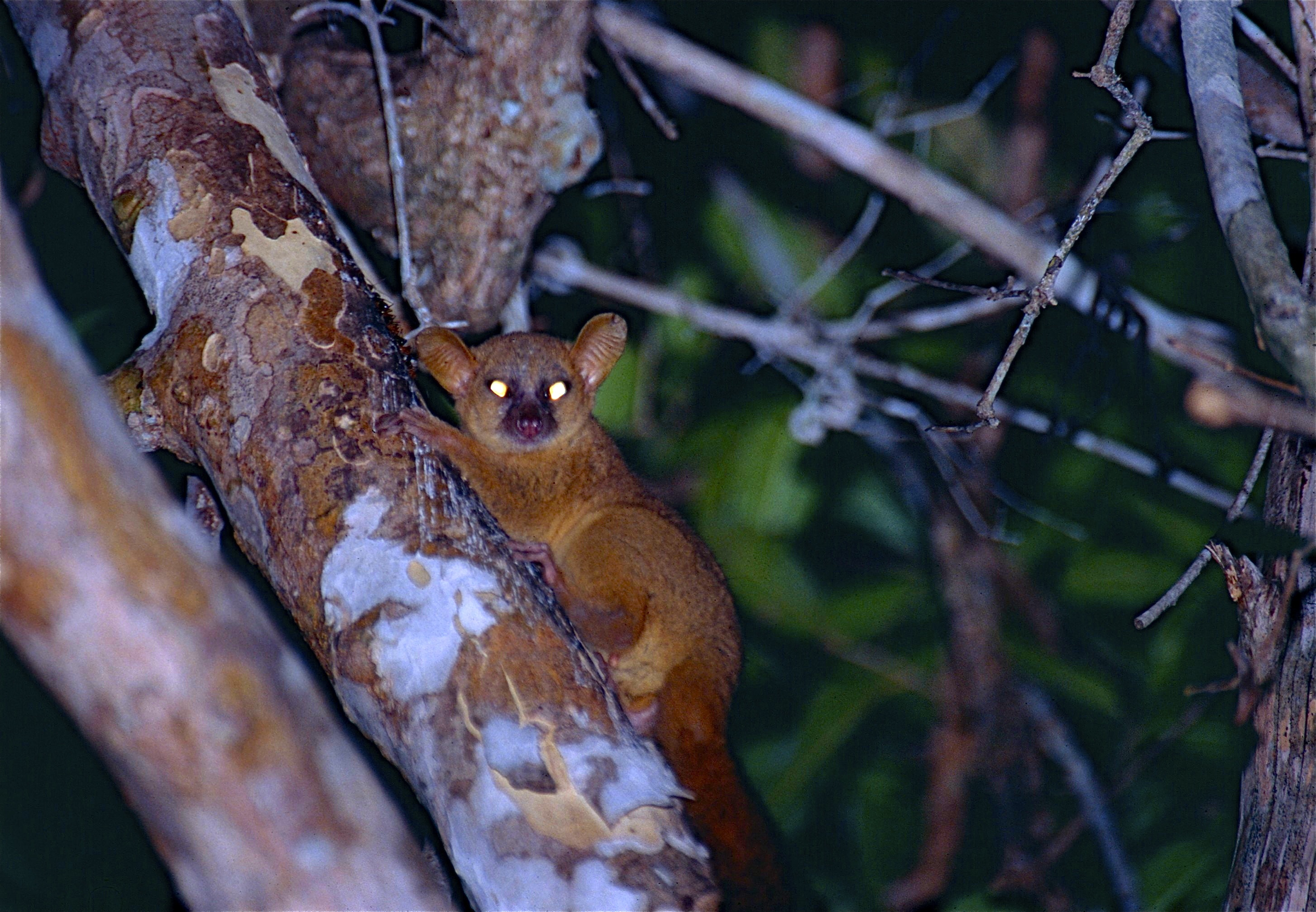

Verbreitungsgebiet des Südlichen Riesenmausmakis (rot)

Diese Primaten sind nachtaktiv. Tagsüber schlafen sie in selbstgebauten Nestern aus Zweigen und Blättern, diese Nester haben einen Durchmesser von rund 50 Zentimetern und liegen häufig im Kronendach. In der Nacht begeben sie sich auf Nahrungssuche, wobei sie sich vorwiegend auf allen vieren durch das Geäst fortbewegen und sich meist in Höhen von 5 bis 10 Metern aufhalten. Gelegentlich kommen sie auch bei der Nahrungssuche auf den Boden.
Im Gegensatz zum Nördlichen Riesenmausmaki sind sie einzelgängerisch, sie schlafen allein in Nestern und gehen auch einzeln auf Nahrungssuche. Die Weibchen etablieren Streifgebiete von 1 bis 4 Hektar, die sich mit denen von Artgenossinnen überlappen. Männliche Tiere haben außerhalb der Paarungssaison ein ähnlich großes Territorium, erweitern dieses jedoch während der Fortpflanzungsperiode bis um das Dreifache. Mit Urin und dem Sekret ihrer Analdrüsen werden die Grenzen ihrer Streifgebiete markiert. Eine Reihe von Lauten sind für die Tiere bekannt, die zum jetzigen Zeitpunkt jedoch keiner genauen Funktion zugeordnet werden können.
Im Gegensatz zu anderen Katzenmakis halten sie keinen Winterschlaf oder tägliche Starrezustände, in der Trockenzeit ist ihr Aktivitätsgrad allerdings eingeschränkt.
Südliche Riesenmausmakis sind Allesfresser, die Früchte, Blumen, Knospen, Baumsäfte, Insekten und andere Kleintiere zu sich nehmen. Die Zusammensetzung der Nahrung variiert je nach Jahreszeit, Früchte sind besonders in der Regenzeit häufiger. In der Trockenzeit können Ausscheidungen von Insekten bis zu 60 % der Nahrung ausmachen. Ungewöhnlich für Katzenmakis ist, dass sie manchmal auch kleine Wirbeltiere wie Jungvögel, Frösche, Echsen und sogar Mausmakis fressen.

## Fortpflanzung
Wie bei den meisten Lemuren ist die Fortpflanzung saisonal und erfolgt am Beginn der Regenzeit (etwa November). Die Weibchen sind oft nur wenige Tage oder gar nur eine Nacht empfängnisbereit. Die Männchen etablieren zu dieser Zeit deutlich größere Streifgebiete und haben auch auffallend vergrößerte Hoden, was dafür spricht, dass sie untereinander um die Paarungsvorrechte kämpfen. Nach einer rund 90-tägigen Tragzeit bringt das Weibchen ein oder zwei Jungtiere zur Welt – Zwillinge sind häufiger als Einzelgeburten. Diese sind wenig entwickelt und verbringen ihre ersten Lebenswochen im Nest der Mutter. Nach drei bis vier Wochen verlassen sie dieses, nach rund viereinhalb Monaten werden sie entwöhnt. Weibchen sind mit rund 10 Monaten geschlechtsreif.

## Gefährdung
Südliche Riesenmausmakis sind gebietsweise sehr häufig, ihre Lebensräume werden aber durch Brandrodungen und Abholzungen zunehmend verkleinert und zerstückelt. Mancherorts werden sie vermutlich auch wegen ihres Fleisches gejagt. Die IUCN schätzt, dass die Gesamtpopulation in den letzten 15 Jahren (drei Generationen) um 20 bis 25 % zurückgegangen ist und listet die Art als „gering gefährdet“ (near threatened).
In Europa wird die Art nicht mehr gehalten, ehemalige Halter sind London und Berlin.

## Belege
1. ↑  Beolens, Watkins & Grayson: The Eponym Dictionary of Mammals. Johns Hopkins University Press, Baltimore 2009, ISBN 978-0-8018-9304-9, S. 85 (Coquerel).
2. ↑    ZTL 16.6